# Gare de Kharkiv-Balachovsky
La gare de Kharkiv-Balachovsky (en ukrainien : Харків-Балашовський) est une gare ferroviaire située dans la ville de Kharkiv en Ukraine.

## Histoire
Bâtie en 1895 en connexion à la gare de Kharkiv.

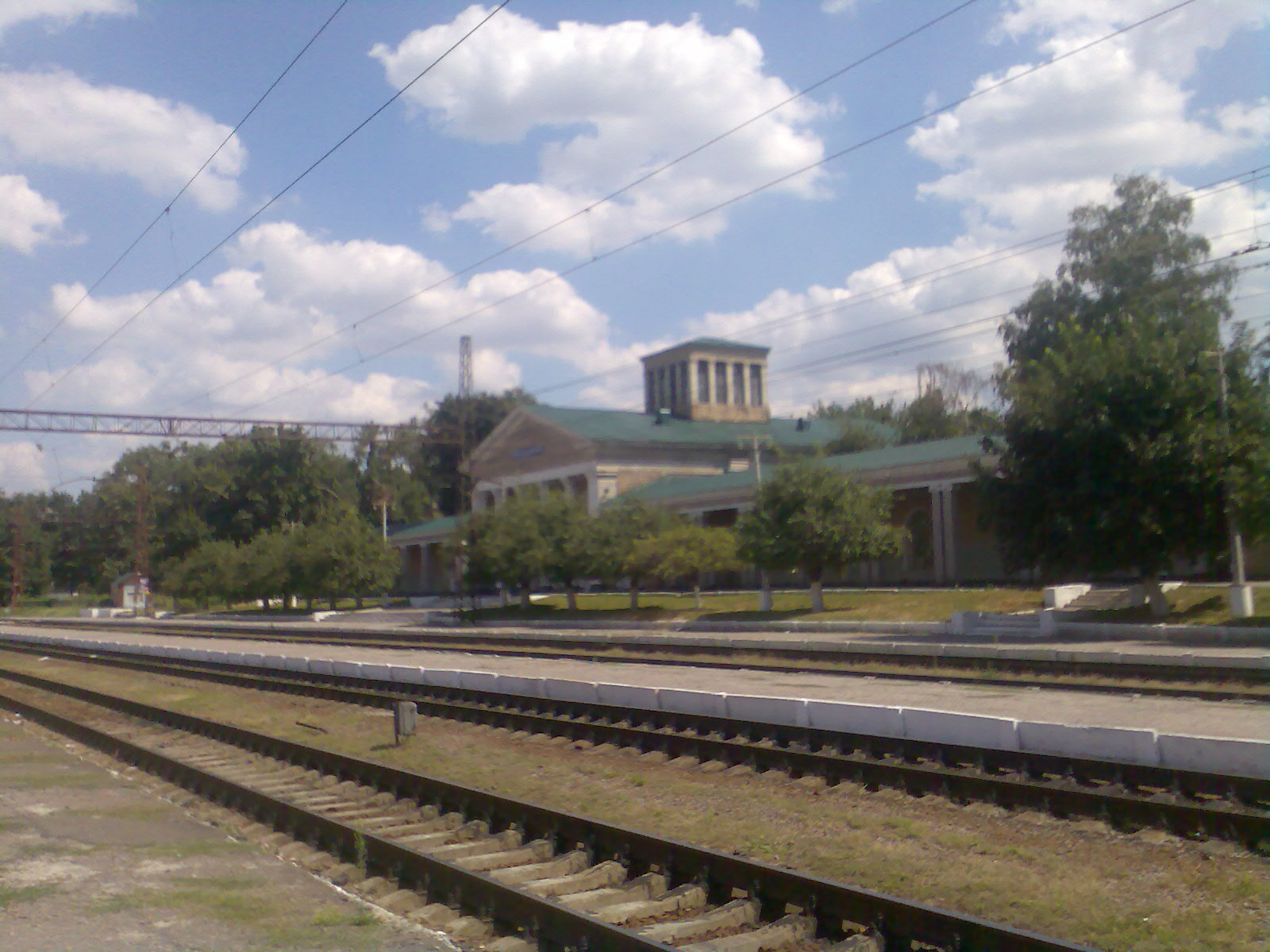
Et les voies.
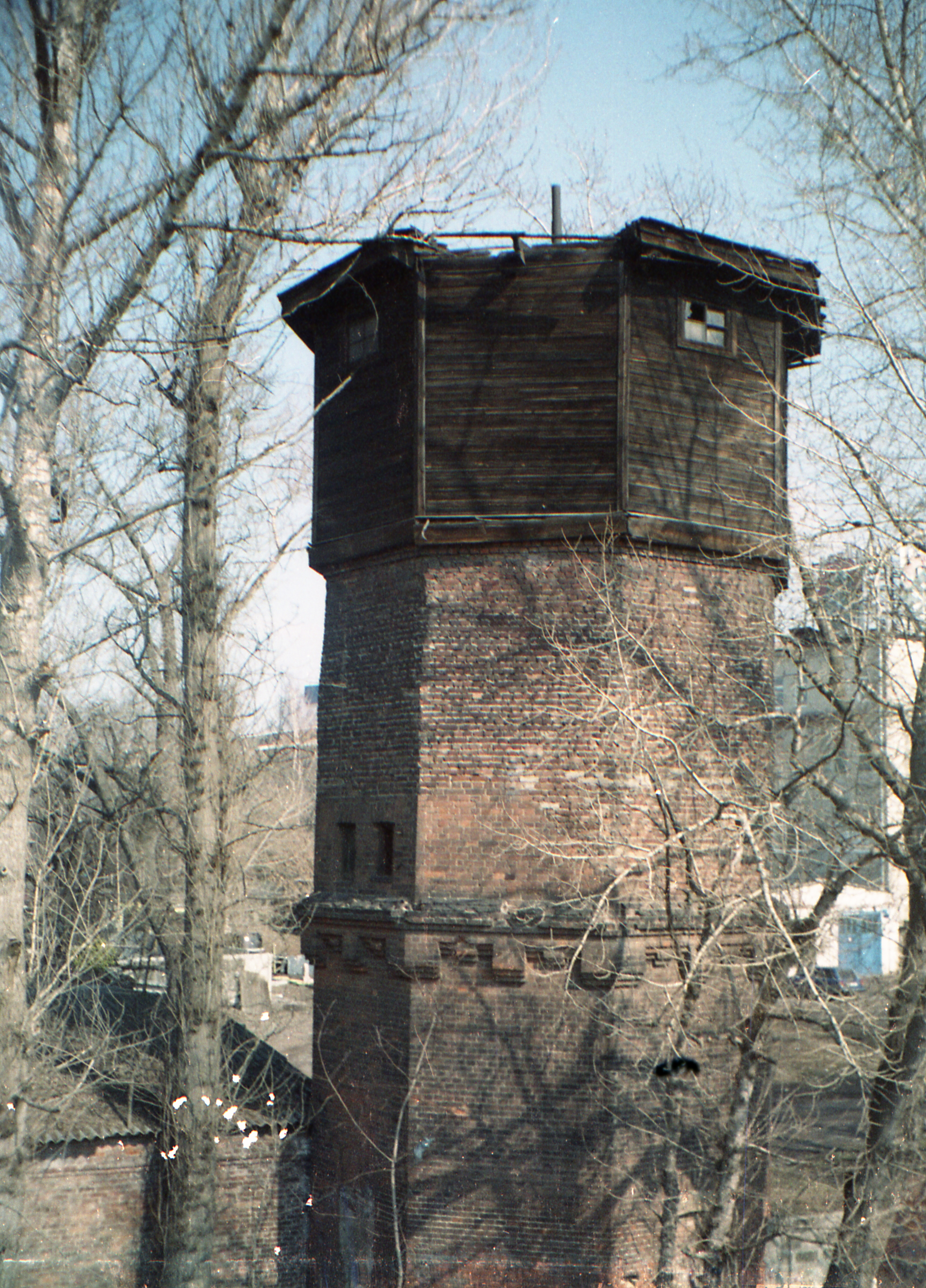
son château d'eau.
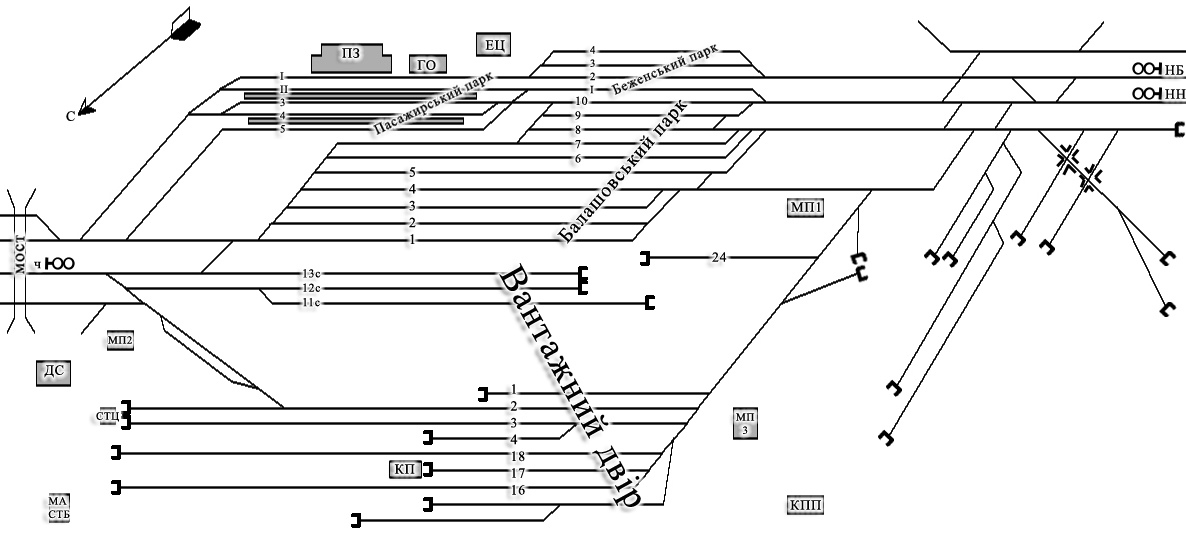
La gare en plan.